# Centro Universitário UniFTC
O Centro Universitário Uniftc (anteriormente conhecida como Faculdade de Tecnologia e Ciências ou FTC) é uma instituição de ensino superior brasileira com sede em Salvador, capital da Bahia. Possui centros em Salvador, Vitória da Conquista e Feira de Santana, além das faculdades em Itabuna, Jequié, Juazeiro e Petrolina. É mantida pelo Instituto Mantenedor de Ensino Superior da Bahia.
Para o pagamento de dívidas trabalhistas, em 2013, a marca FTC foi incluída em leilão do Tribunal Regional do Trabalho da 5.ª Região (TRT5), cujo primeiro lance é 30% do valor avaliado da marca, ou seja, 600 mil reais dos 2 milhões de reais da avaliação. Contudo a marca foi excluída do lote do leilão após pagamento da penhora por débito com ex-funcionária no valor de quase 25 mil reais.

## Rede Uniftc
O empresário Gervásio Oliveira fundou uma rede de instituições de ensino a partir de mantenedoras do ensino superior privado no Brasil. Por meio das mantenedoras Instituto Mantenedor de Ensino Superior da Bahia Ltda., Sociedade Mantenedora de Educação Superior da Bahia S/C Ltda. (SOMESB) e Instituto Mantenedor de Ensino Superior Metropolitano Ltda. (anteriormente denominado Instituto Mantenedor de Ensino Superior Metropolitano S/C Ltda.), estabeleceu unidades em diversos municípios listados abaixo:
- Centro Universitário Uniftc de Salvador (Paralela)
- Centro Universitário Unex de Feira de Santana
- Centro Universitário Unex de Vitória da Conquista
- Faculdade Uniftc de Juazeiro
- Faculdade Uniftc de Petrolina
- Faculdade Unex de Itabuna
- Faculdade Unex Jequié

Também fazem parte da Rede Uniftc o Colégio DOM, o Colégio Rembrandt e cursinho pré-vestibular DOM.